# Chrysanthrax albicomus
Chrysanthrax albicomus är en tvåvingeart som beskrevs av Tabet och Hall 1987. Chrysanthrax albicomus ingår i släktet Chrysanthrax och familjen svävflugor.
Artens utbredningsområde är Kalifornien. Inga underarter finns listade i Catalogue of Life.